# Baronie Zottegem

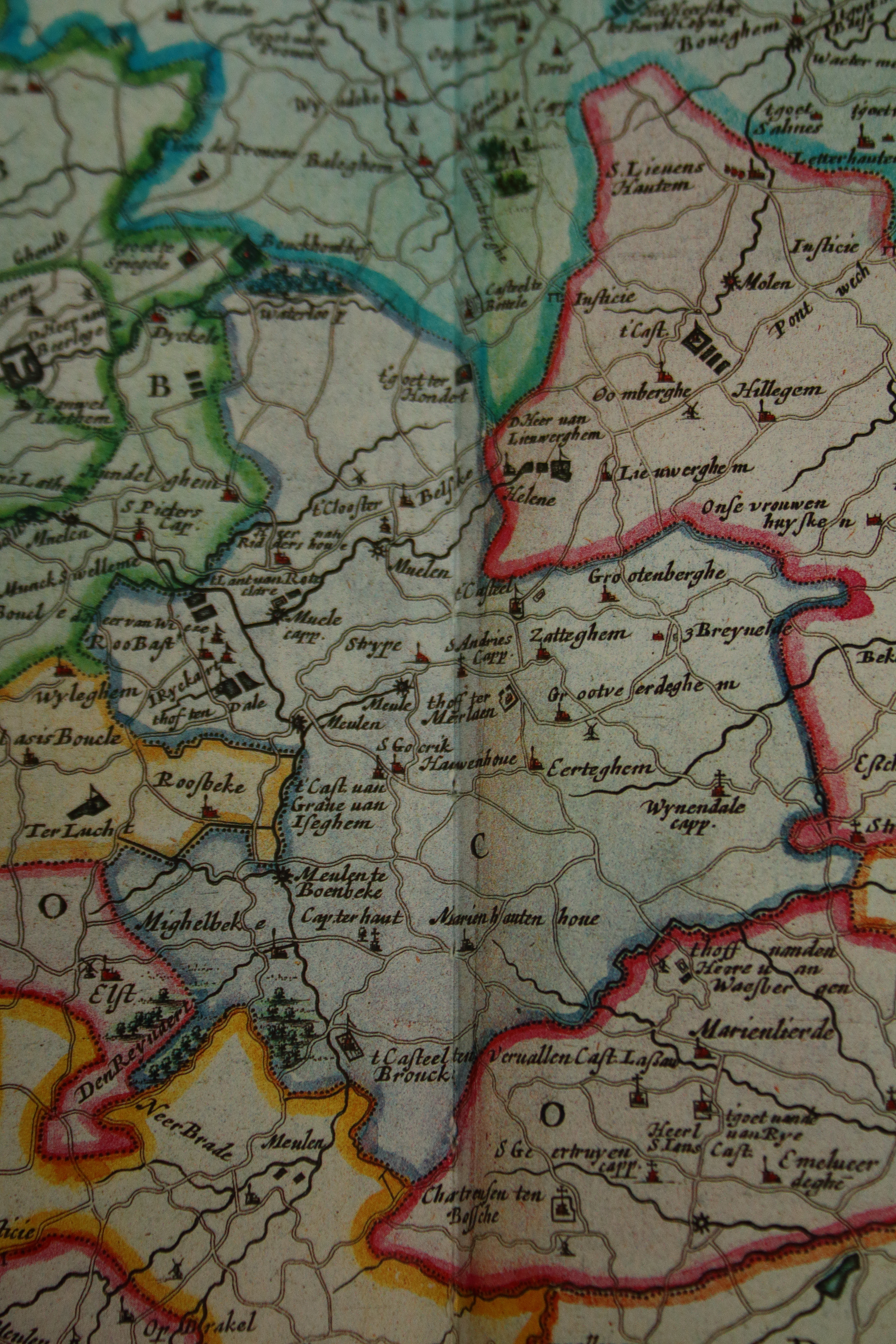
'Land van Zottegem' rond 1665

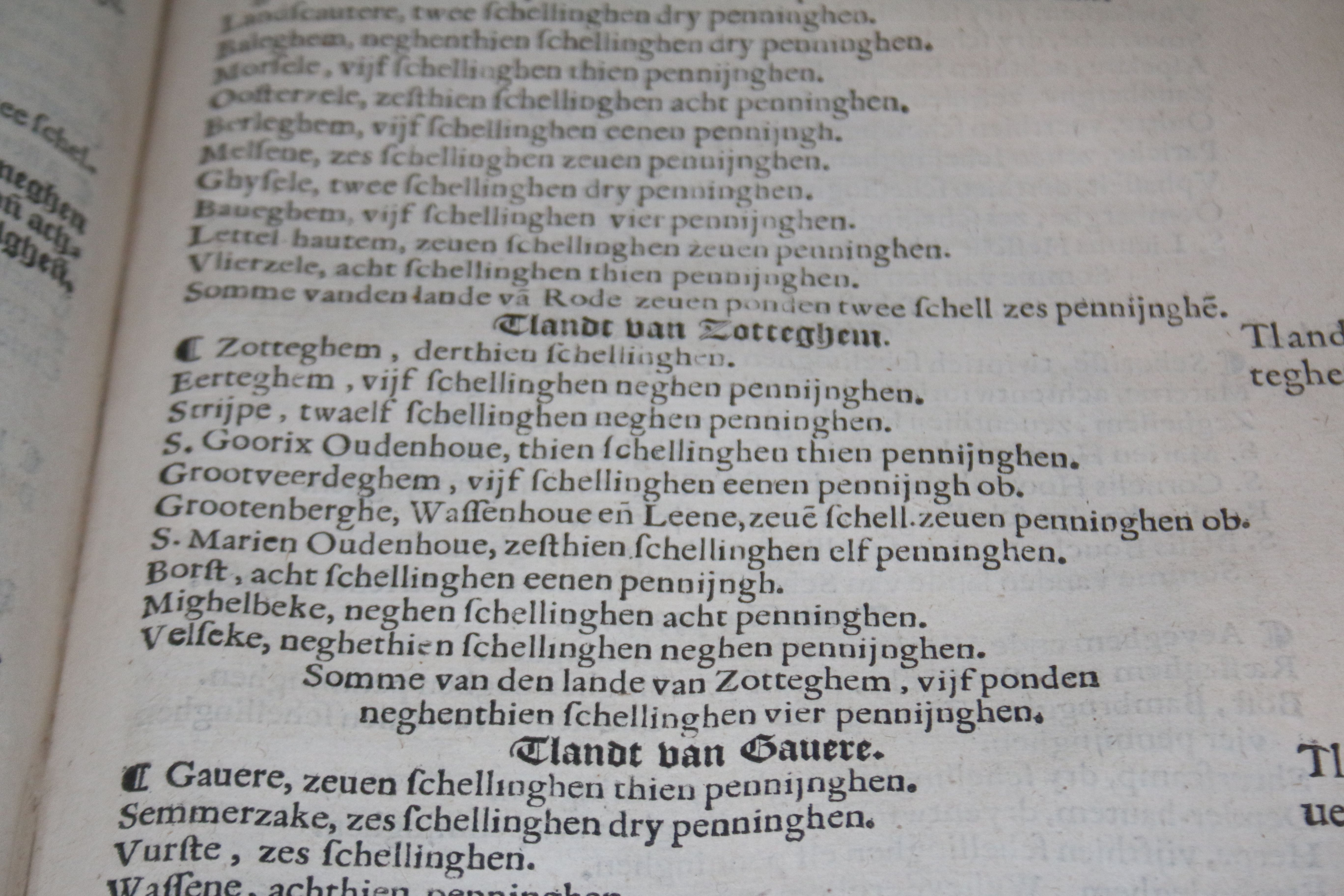
'Tlandt van Zotteghem', Boek der Ordonnantiën Land van Aalst, 1639

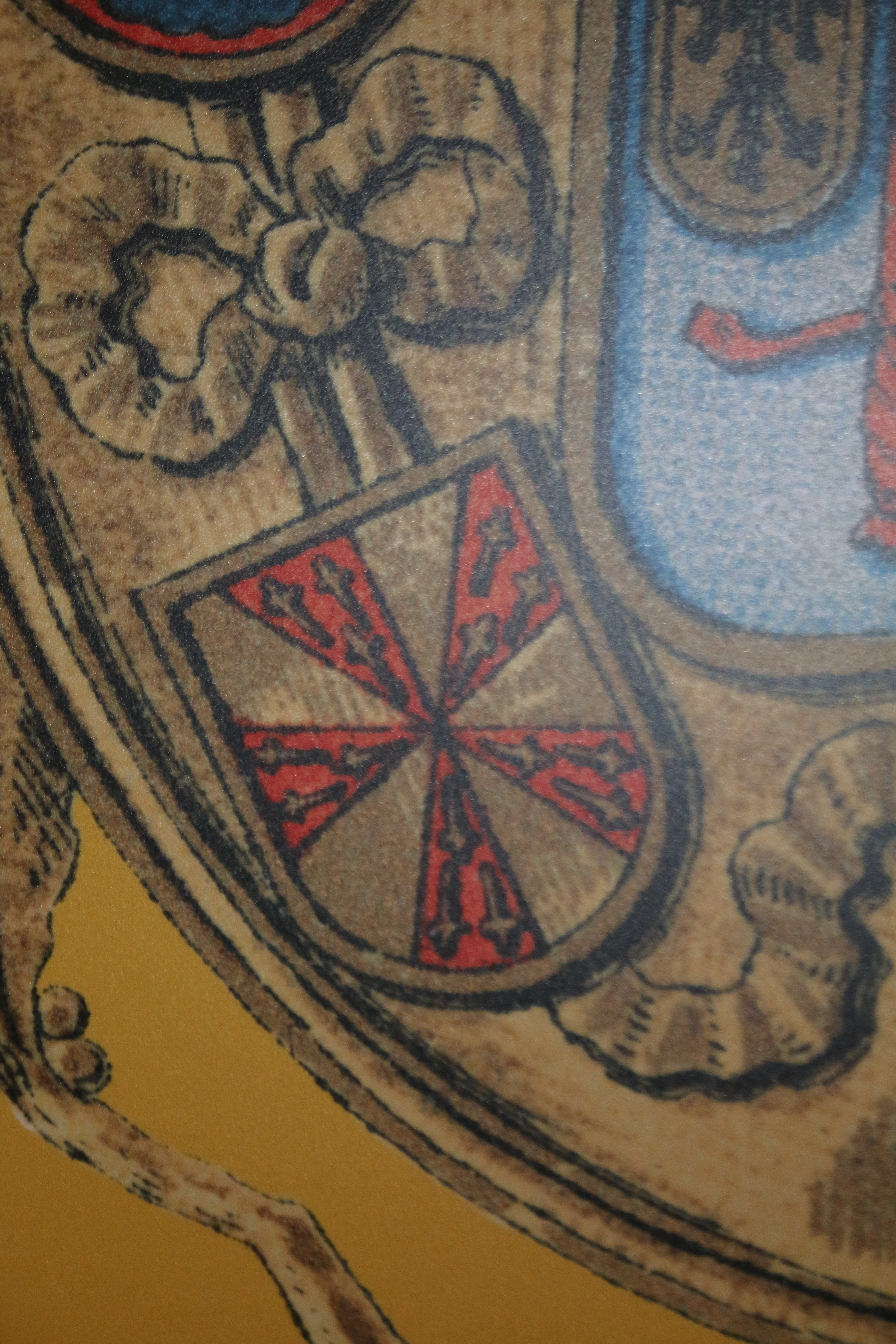
Wapen baronie van Zottegem

De baronie Zottegem of het land van Zottegem was een van de vijf baronieën (ook 'baanderijen' of 'roeden' genoemd) van het Land van Aalst.
De baronie omvatte de parochies en heerlijkheden Erwetegem, Godveerdegem, Grotenberge (met de heerlijkheden Wassenhove en Leene), Michelbeke, Roborst, Sint-Goriks-Oudenhove, Sint-Maria-Oudenhove, Strijpen, Velzeke en Zottegem zelf. Het kerngebied van de heren van Zottegem rond het Egmontkasteel was achtereenvolgens in handen van het geslacht Edingen (13de eeuw), het geslacht Melun (14de eeuw) en het geslacht Luxemburg-Fiennes (15de eeuw). De heerlijkheid Zottegem kwam van 1530 tot 1707 in het bezit van het huis Egmont (via de erfenis van Francisca van Luxemburg van haar broer Jacobus III van Luxemburg-Fiennes); Lamoraal van Egmont bestuurde er vanaf 1541 en nadien zijn nakomelingen (Filips, Lamoraal II, Karel II, Lodewijk, Lodewijk Filips, Lodewijk Ernest, Procopo Frans). Na 1707 kwam het gebied in handen van het huis Pignatelli (Procopo Pignatelli, Guido Felix Pignatelli, Casimir Pignatelli), tot de verdwijning ervan in de Franse Tijd. 
Het bestuur van het Land van Zottegem was oorspronkelijk opgesplitst in twee administratief autonome schepenbanken. Enerzijds deze van 'Zottegem Vrijheid', bevoegd voor het stadje Zottegem. Anderzijds deze van het 'Land en Vrije eigendom van Zottegem', bevoegd voor: Erwetegem, Godveerdegem, Grotenberge, Sint-Goriks-Oudenhove, Strijpen, Wijnhuize, Bevegem (een stukje landelijk gebied van de parochie Zottegem), en de heerlijkheden Hermeis en Wassenhove. De schepenbank 'Land en Vrije eigendom van Zottegem' stond onder leiding van de landschepenen; elk dorp had er een vertegenwoordiger. Vanaf 1654 smolten beide schepenbanken samen tot één schepenbank voor Zottegem (Vrijheid en Eigendom) met zes schepenen en één burgemeester (de afgevaardigde van Zottegem Vrijheid) .
De graaf van Egmont had ook zeggenschap over de schepenbank van het leenhof ('Grote Toren') en de parochie Velzeke (met een eigen schepenbank) behoorde ook tot zijn bezit. Geen enkele van de parochies had een burgemeester, omdat het Land van Zottegem in zijn geheel maar één burgemeester had, waarvan het ambt erfelijk was.
Het Land van Zottegem had in de zeventiende eeuw drie gerechtshoven: het gerechtshof van de Vrijheid met de poortschepenen (de amman of burgemeester en zeven schepenen) voor geschillen tussen inwoners van Zottegem Vrijheid, het gerechtshof van de Eigendom met de landschepenen (de burgemeester en zeven vertegenwoordigers, één per dorp) voor disputen tussen inwoners van de Eigendom. Het overkoepelende gerechtshof van het Land van Zottegem bestond uit de twee schepenbanken (poortschepenen en landschepenen samen) onder leiding van een hoofdbaljuw, die het Land van Zottegem vertegenwoordigde in het hoofdcollege van het Land van Aalst.
Het land van Zottegem werd enkel gebruikt voor het berekenen van de verdeling van de belastinginspanningen vanaf 1317. De rechtstreekse belastingen (ommestellingen) voor de vorst werden in drie evenredige delen gesplitst; Vrijheid, Land en Vrije Eigendom, Wijnhuize betaalden elk een derde. De eigen inkomsten van de vrijheid Zottegem (accijnzen op goederen en bareelgeld) werden gebruikt voor onderhoud van wegen en interne uitgaven. 
In het Land van Zottegem waren er dus tijdens het ancien régime volgende instellingen: Stad en Vrijheid van Zottegem, Land en Vrije Eigendom van Zottegem, Velzeke, Sint-Maria-Oudenhove, Michelbeke, Roborst, het Leenhof De Grote Toren. Al deze instellingen functioneerden onafhankelijk van elkaar .